# شینیانگا
شینیانگا (به سواحیلی Shinyanga mji) یک از شهرهای شمالی کشور تانزانیا و مرکز استان شینیانگا می‌باشد.
برپایه نتایج سرشماری عمومی نفوس و مسکن که در سال ۲۰۰۲ توسط دولت تانزانیا انجام شد جمعیت این شهر بالغ بر ۹۳٬۰۰۰ نفر اعلام شد که این رقم در ماه آگوست سال ۲۰۱۰ به ۱۰۷٬۳۶۰ نفر افزایش یافت.